# Journey to the Centre of the Earth (álbum)
Journey to the Centre of the Earth é o título do terceiro álbum do tecladista Rick Wakeman. Lançado em 1974, é uma adaptação livre baseada na novela Viagem ao Centro da Terra, do escritor francês Júlio Verne.
A gravação do disco foi realizada ao vivo no Royal Festival Hall, em Londres, Inglaterra, no dia 18 de janeiro de 1974, com o Ronnie Lane's Mobile Studio.
O álbum alcançou o primeiro lugar nas paradas britânicas, e o terceiro lugar nas paradas norte-americanas.

## A gravação
Rick decidiu realizar a gravação ao vivo este álbum, devido ao seu alto custo. Ele não tinha como arcar com a produção que envolvia uma orquestra e um coro com muitos elementos. A solução foi realizá-lo como um show pago. Na época a sua gravadora A&M, ramo inglesa, não concordou em arcar com a produção. Foi necessário que Rick convencesse a A&M, ramo americana, a fazê-lo.
A música é ponteada pela narração da história baseada em novela do Júlio Verne. Para isso, há um narrador em posição de destaque na gravação. Na última parte do concerto ouve-se um trecho da música "Na Gruta do Rei da Montanha" de Edvard Grieg, executada pela orquestra junto com os sintetizadores de Rick.

## Faixas
- Todas as faixas compostas por Rick Wakeman

| Lado 1 |                              |         |  |
| N.º    | Título                       | Duração |  |
| 1.     | "The Journey"/"Recollection" | 21:20   |  |

| Lado 2 |                           |         |  |
| N.º    | Título                    | Duração |  |
| 2.     | "The Battle"/"The Forest" | 18:57   |  |

## Créditos Musicais
- Rick Wakeman: sintetizadores e teclados
- Gary Pickford-Hopkins e Ashley Holt: vocais
- David Hemmings: narrador
- Mike Egan: guitarras
- Roger Newell: baixo
- Barney James:bateria
- The London Symphony Orchestra
- The English Chamber Choir
- David Measham: maestro e condutor
- Wil Malone e Danny Beckerman: arranjos para orquestra e coro

## Desempenho nas Paradas Musicais
| Parada Musical                     | Desempenho | Ref.  |
| ---------------------------------- | ---------- | ----- |
| Kent Music Report (1974)           | 2          | [ 1 ] |
| Go-Set (1974)                      | 6          | [ 2 ] |
| Italian Albums Chart (1974)        | 18         | [ 3 ] |
| RIANZ (1975)                       | 17         | [ 4 ] |
| United States Billboard 200 (1974) | 3          | [ 5 ] |
| UK Albums Chart (1974)             | 1          | [ 6 ] |

| Ano  | Órgão Certificador | Certificação | Unidades Vendidas | Ref.  |
| ---- | ------------------ | ------------ | ----------------- | ----- |
| 1975 | (RIAA)             | ouro         | 500,000 +         | [ 7 ] |
| 1975 | (ABPD)             | ouro         | 40,000 +          | [ 8 ] |
| 1975 | (BPI)              | ouro         | 100,000 +         | [ 1 ] |

## Prêmios e Indicações
| Ano  | Prêmio                   | Categoria                                                | Resultado | Ref. |
| ---- | ------------------------ | -------------------------------------------------------- | --------- | ---- |
| 1975 | 20th Ivor Novello Awards | Ivor Novello Award for Best Pop Instrumental Performance | Venceu    |      |
| 1975 | Grammy Awards            | Grammy Award for Best Pop Instrumental Performance       | Indicado  |      |

### Presença em Lista de Melhores
| Ano  | Publicação    | "Prêmio"                                 | Ranking | Ref.  |
| ---- | ------------- | ---------------------------------------- | ------- | ----- |
| 2014 | Prog Magazine | The 100 Greatest Prog Albums of All Time | 55      | [ 9 ] |